# Filippo Lippi

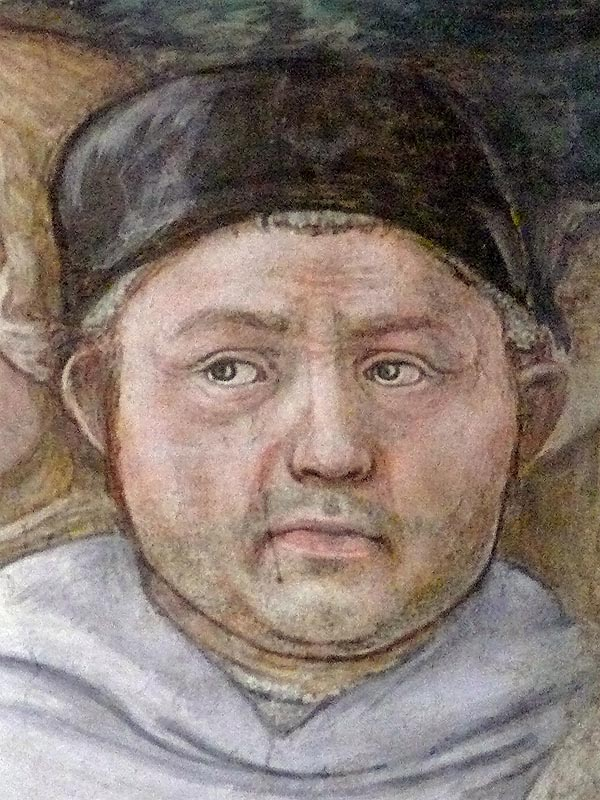
Filippo Lippi

Madonna mit Kind

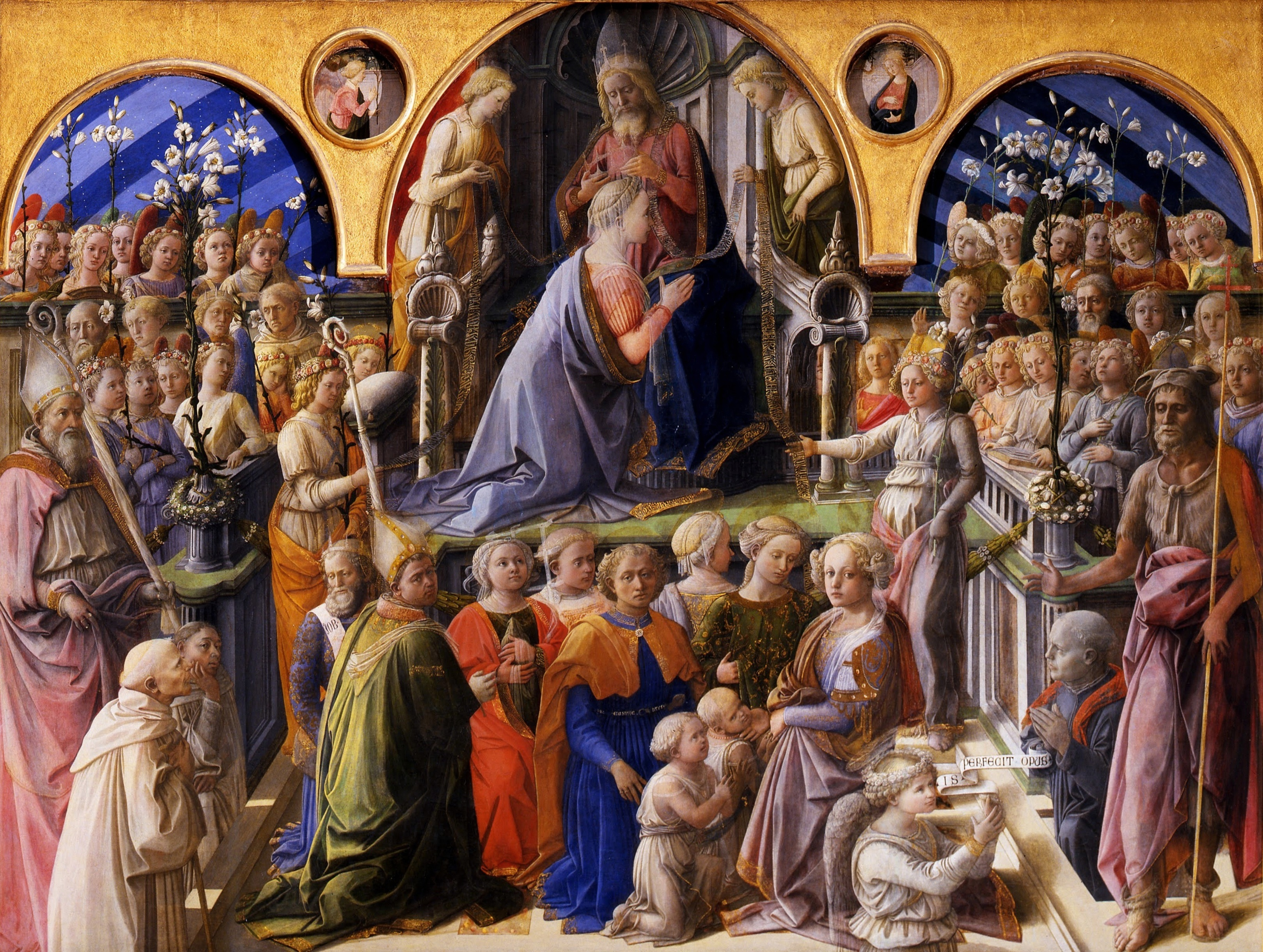
Die Krönung der Jungfrau Maria im Himmel

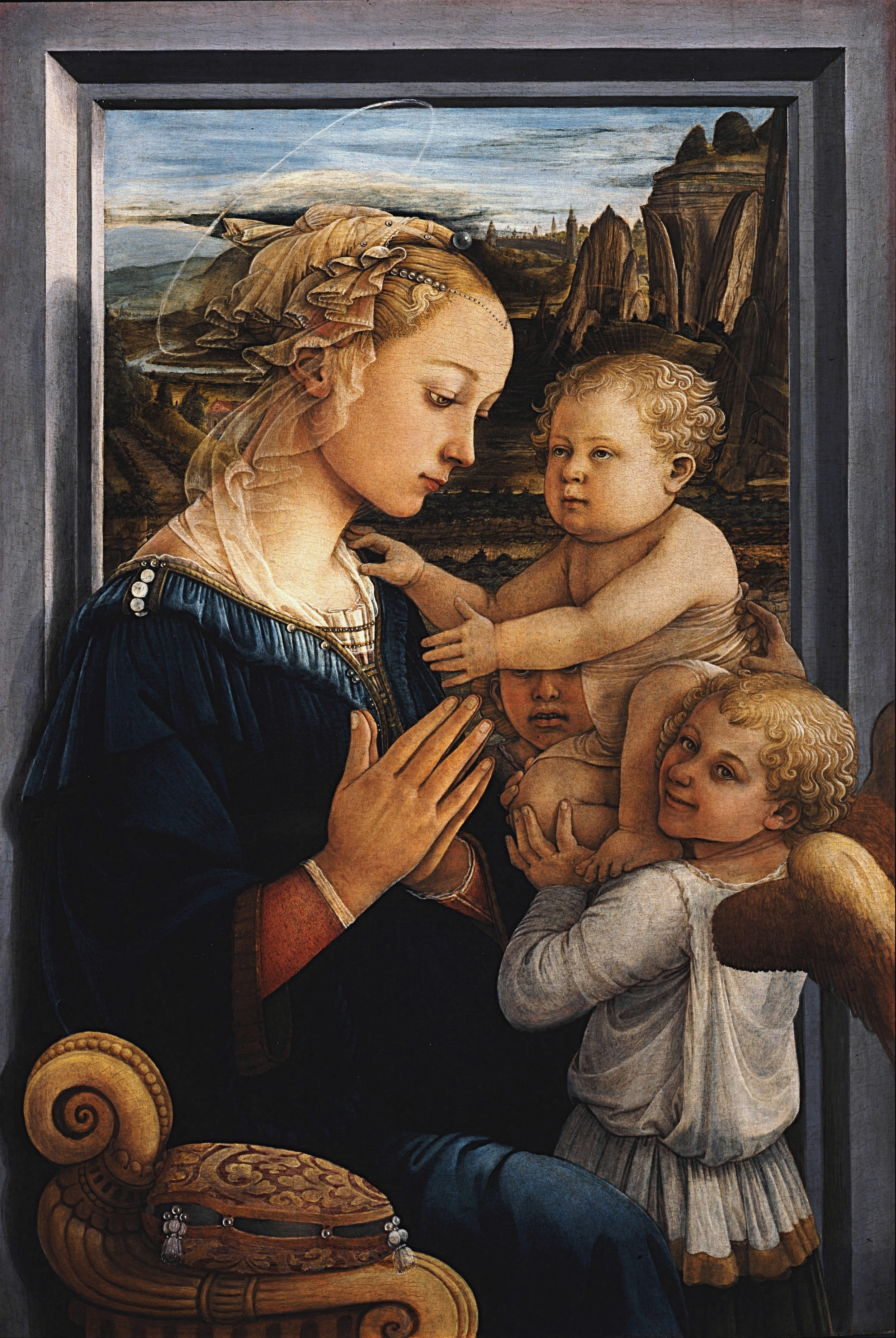
Madonna mit Kind und zwei Engeln

Fra Filippo Tommaso Lippi (auch Fra Lippo Lippi, * um 1406 in Florenz; † um den 8. Oktober 1469 in Spoleto) war ein italienischer Maler der Frührenaissance. Seine Werke zeichnen sich durch feine Linienführung und sorgsame perspektivische Gestaltung der Hintergründe (insbesondere Landschaften) aus.
Lippis Malerei wurde, ebenso wie bei Masaccio, stark von der Perspektivlehre des Architekten Brunelleschi und von der plastisch-realistischen Darstellungsweise der menschlichen Figur durch den Bildhauer Donatello beeinflusst. Er unterhielt eine bedeutende Werkstatt in Florenz, wo auch Sandro Botticelli und sein Sohn Filippino Lippi ausgebildet wurden.

## Leben
Sowohl Lippis Vater, ein Metzger, als auch seine Mutter starben, als er noch ein Kind war. Als Waise wurde er von seiner Tante aufgezogen. Mit 14 Jahren wurde er im Karmeliterkloster Santa Maria del Carmine in Florenz aufgenommen und blieb dort bis 1432. Seine ersten Schritte in der Malerei machte er wohl dort. In der benachbarten Kapelle der Brancacci konnte er die Werke Masaccios studieren und so schon früh dessen Techniken und Ausdrucksweise kennenlernen. Zwischen 1430 und 1432 führte er einige Werke für das Kloster aus, die 1771 von einem Feuer zerstört wurden.
Schließlich verließ Lippi das Kloster, wurde aber wohl zunächst nicht von seinem Gelübde entbunden. In einem 1439 datierten Brief spricht er von sich als dem ärmsten Mönch von Florenz und berichtet, dass er die Verantwortung für sechs heiratsfähige Nichten trage. 1452 wurde er zum Kaplan des Konvents San Giovannino in Florenz ernannt. Bereits seit 1442 war er Rektor (Rettore Commendatario) von San Quirico a Legnaia.
Sein Biograph Giorgio Vasari erzählt von einigen merkwürdigen und romantischen Abenteuern von Fra Filippo, aber heutige Biographen neigen dazu, diese Erzählungen abzulehnen. Außer von Vasari ist nichts über seine Reise nach Ancona und Neapel bekannt, und auch nicht über seine zwischenzeitliche Gefangennahme durch Berberpiraten und seine Versklavung, aus der ihn angeblich sein Talent in Porträtmalerei befreit habe.
Im Juni 1456 ließ sich Filippo in Prato nieder, um die Fresken im Chor des dortigen Doms zu malen. Bevor er die eigentliche Arbeit daran aufnahm, machte er sich 1458 an ein Bild für die Konventskapelle San Margherita in Prato und lernte dabei Lucrezia Buti kennen, die schöne Tochter des Florentiners Francesco Buti. Sie war entweder Novizin oder eine junge Frau in der Obhut der Nonnen. Er bat darum, dass sie Modell sitze für das Bildnis der Madonna oder der San Margherita. Mit ihr brannte er durch; das Ergebnis dieser Liebe war Filippino Lippi, der ebenfalls Maler wurde.
Fra Filippos letztes Werk waren die Fresken in der Apsis des Doms von Spoleto. Während dieser Arbeit starb er, und das Werk wurde von Fra Diamante beendet.

## Werke
- Fresko: Bestätigung des Karmeliterordens (1432, Florenz)
- Altarbild: Trinität (Berlin, Staatliche Museen Preußischer Kulturbesitz, ehem. Florenz, Palazzo Medici, Kapelle)
- Altartafel: Maria mit Kind, Engeln und hll. Fredianus und Augustinus (1437, Paris Louvre, ehem. Florenz, S. Spirito, Capella de’ Barbadori)
- Verkündigung des Todes an Maria (1437–1438, Florenz)

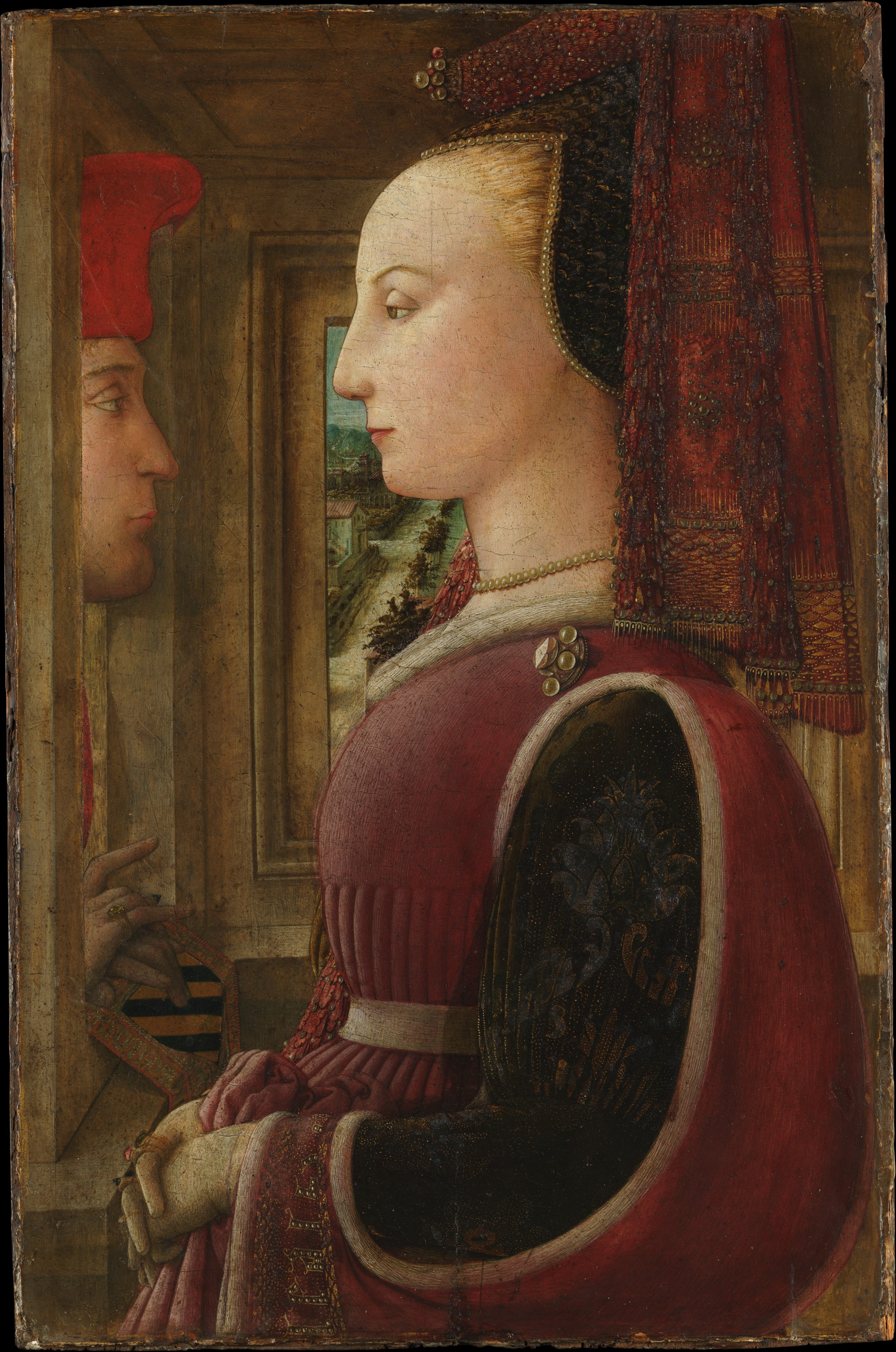
Portrait einer Frau und eines Mannes in einer Fensternische, um 1440–44, MET, New York

- Portrait  einer Frau und eines Mannes in einer Fensternische (um 1440–44, MET, New York)
- Die Krönung der Jungfrau (1441–1447, Florenz)
- Verkündigung Mariae (um 1450, München Alte Pinakothek)
- Tondo: Madonna mit Kind (1452, Florenz)
- Tafelbild: Maria mit Kind, hll. Stephanus und Johannes Bapt., Stiftergruppe (1452–1453, Prato, Museo Civico, ehem. Prato, Ospedale del Ceppo)

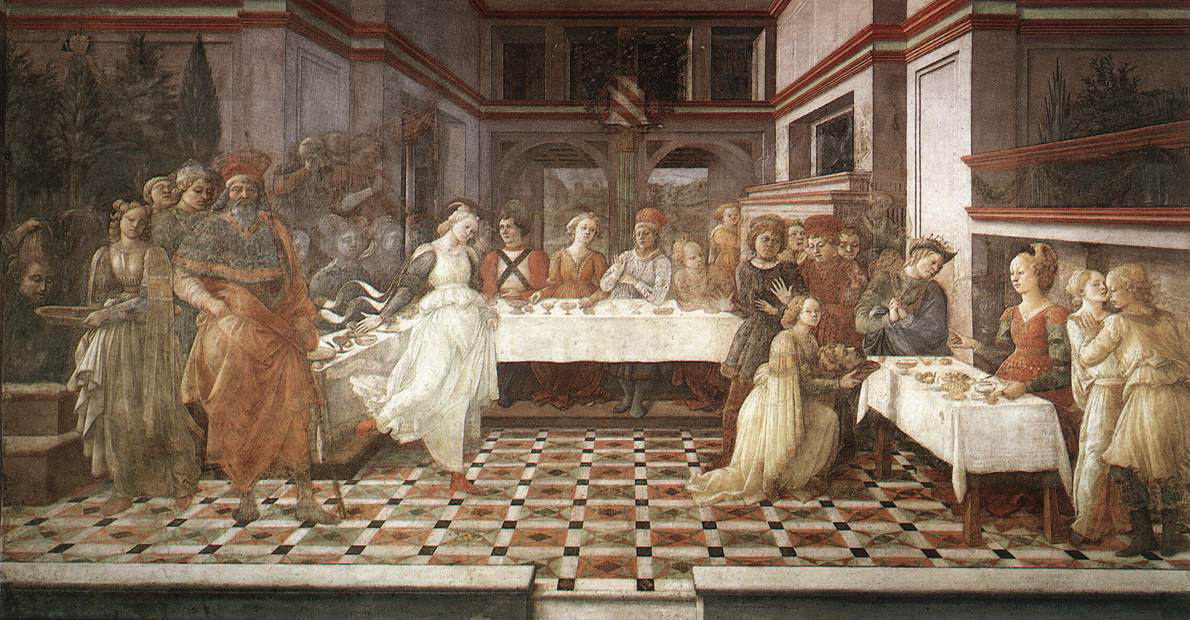
Das Gastmahl des Herodes aus dem Freskenzyklus im Dom von Prato

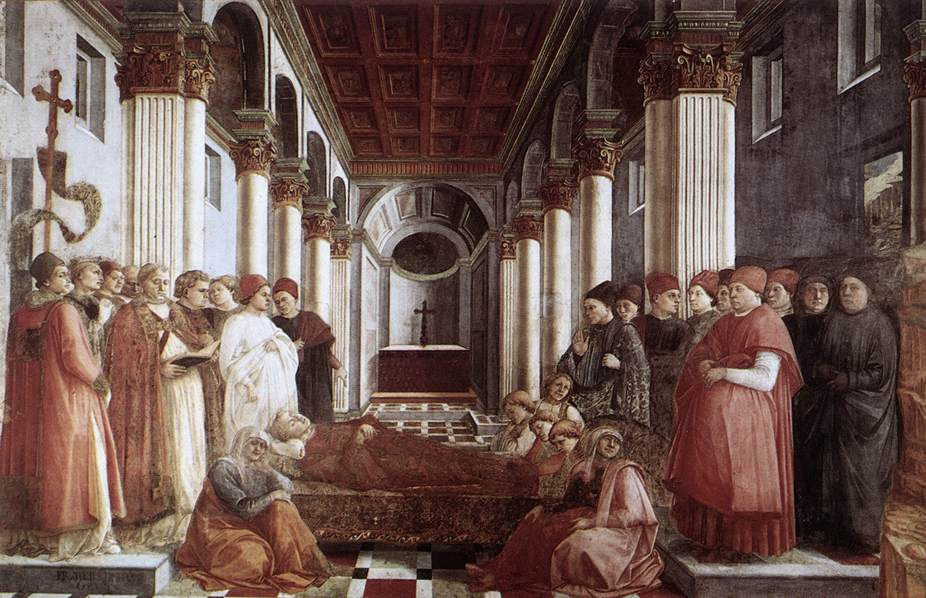
Das Begräbnis des hl. Stephanus aus dem Freskenzyklus im Dom von Prato

- Freskenzyklus: Szenen aus dem Leben der hll. Stephanus und Johannes des Täufers (1452–1457, Prato, Dom)
- Anbetung des Kindes im Walde (1459, Berliner Gemäldegalerie)
- Madonna mit Kind und zwei Engeln (1465, Florenz Uffizien)
- Maria mit dem Kinde (um 1465, München Alte Pinakothek)
- Altartafel: Jesu Darbringung im Tempel (1468, Prato, S. Spirito, ehem. S. Spirito, Hochaltar)
- Apsisausmalung: Szenen aus dem Marienleben (1466–1469, Spoleto, Dom)